# Droits LGBT à Antigua-et-Barbuda
Les personnes lesbiennes, gays, bisexuelles et transgenres (LGBT) à Antigua-et-Barbuda font face à des défis légaux non expérimentés par des citoyens non-LGBT. 

## Législation

### Criminalisation
En 1995, le pays criminalise la sodomie entre deux hommes ou entre un homme et une femme, sous peine de 15 ans de prison,. 

### Dépénalisation
En 2022, la loi qui punit la sodomie d'une peine de 15 ans emprisonnement est jugée inconstitutionnelle,. L'homosexualité est dépénalisée,.

## Source
- (en) Cet article est partiellement ou en totalité issu de l’article de Wikipédia en anglais intitulé « LGBT rights in Antigua and Barbuda » (voir la liste des auteurs).